# Marstrand
Marstrand este un oraș în Suedia. Populația acestuia era de 1,319 locuitori în 2010.
Marstrand a devenit celebru prin faptul că un restaurant din acest oraș a fost platoul de filmare al videoclipului ,,The winner takes it all,, al formației ABBA, în anul 1980.

## Demografie
| \| Evoluția demografică a zonei urbane Marstrand, 1970–2015 \| Evoluția demografică a zonei urbane Marstrand, 1970–2015 \| Evoluția demografică a zonei urbane Marstrand, 1970–2015 \| Evoluția demografică a zonei urbane Marstrand, 1970–2015 \| Evoluția demografică a zonei urbane Marstrand, 1970–2015 \| \| --------------------------------------------------------------------------------------- \| -------------------------------------------------------- \| -------------------------------------------------------- \| -------------------------------------------------------- \| -------------------------------------------------------- \| \| An \| \| \| Locuitori \| \| \| 1970 \| 1970 \| \| 1.072 \| 1.072 \| \| 1975 \| 1975 \| \| 1.168 \| 1.168 \| \| 1980 \| 1980 \| \| 1.150 \| 1.150 \| \| 1990 \| 1990 \| \| 1.196 \| 1.196 \| \| 1995 \| 1995 \| \| 1.337 \| 1.337 \| \| 2000 \| 2000 \| \| 1.377 \| 1.377 \| \| 2005 \| 2005 \| \| 1.432 \| 1.432 \| \| 2010 \| 2010 \| \| 1.319 \| 1.319 \| \| 2015 \| 2015 \| \| 381 \| 381 \| \| Sursa: SCB - Statistika Centralbyrån, Folkmängden per tätort. Vart femte år 1960 - 2016 \| \| \| \| \| |      |  |           |       |
| Evoluția demografică a zonei urbane Marstrand, 1970–2015 |      |  |           |       |
| An |      |  | Locuitori |       |
| 1970 | 1970 |  | 1.072     | 1.072 |
| 1975 | 1975 |  | 1.168     | 1.168 |
| 1980 | 1980 |  | 1.150     | 1.150 |
| 1990 | 1990 |  | 1.196     | 1.196 |
| 1995 | 1995 |  | 1.337     | 1.337 |
| 2000 | 2000 |  | 1.377     | 1.377 |
| 2005 | 2005 |  | 1.432     | 1.432 |
| 2010 | 2010 |  | 1.319     | 1.319 |
| 2015 | 2015 |  | 381       | 381   |
| Sursa: SCB - Statistika Centralbyrån, Folkmängden per tätort. Vart femte år 1960 - 2016 |      |  |           |       |